# Joseph Daultanne
Pour les articles homonymes, voir Fournier.

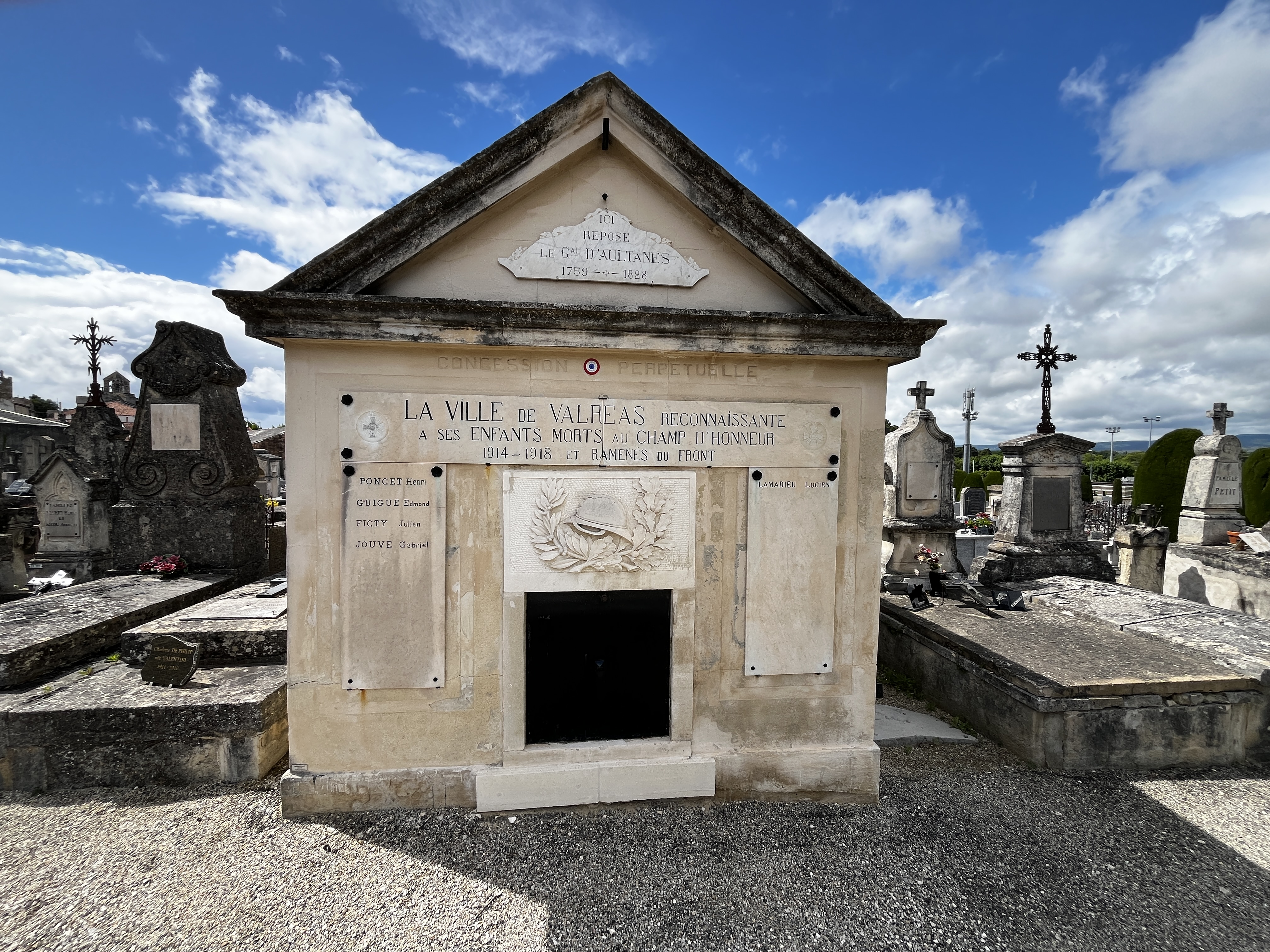
Sépulture du général d'Aultanes au cimetière Marie Vierge de Valréas (84)

Joseph Augustin Fournier de Loysonville, marquis d'Aultane, dit Joseph Daultanne, né le 18 août 1759 à Valréas dans le Comtat Venaissin et mort le 7 janvier 1828 dans cette même ville, est un général français de la Révolution et de l’Empire.

## Biographie

### Du cadet gentilhomme au général de brigade
En 1775, il entre comme cadet gentilhomme au régiment de La Marche-Prince — futur régiment de Conti-Infanterie —, devient capitaine en 1790 et fait en cette qualité les premières campagnes de la Révolution française. Adjudant-général en l'an IV, et attaché à l'état-major général de l'armée de Sambre-et-Meuse, il se trouve le 16 messidor à l'affaire de Salzberg, et le 4 fructidor au combat d'Amberg (21 août 1796). En l'an VIII, il remplit les fonctions de chef d'état-major d'une division de l'armée en Helvétie, combat le 3 vendémiaire à la deuxième bataille de Zurich, et est promu général de brigade le 5 février 1799.
Le 12 floréal, à la tête d'une brigade de cavalerie de la division Montrichard, Daultanne participe activement à la bataille d'Engen où il culbute l'infanterie autrichienne, la poursuit jusqu'au-delà de Stockach et lui fait mettre bas les armes. Il se trouve également, le 12 frimaire an IX, à la bataille de Hohenlinden. Investi en l'an X du commandement de Sarre-Libre (13e division militaire), il occupe encore ce poste les 19 frimaire et 25 prairial an XII, dates de sa nomination dans la Légion d'honneur comme membre et commandeur. Lié avec Moreau, il cesse d'être employé lors de la condamnation de ce général.

### Sous le Premier Empire
Remis en activité à l'ouverture de la campagne d’Autriche de 1805, Daultanne se distingue le 2 décembre à la bataille d'Austerlitz. En 1806, il se signale de nouveau le 14 octobre à Iéna et le 26 décembre à Pultusk. Nommé le 31 du même mois général de division, il assiste le 8 février 1807 à la bataille d’Eylau et le 14 juin à celle de Friedland.
Après le traité de Tilsitt, l'Empereur le nomme gouverneur de Varsovie, le fait baron de l'Empire en 1808 et l'envoie en Espagne en qualité d'aide-major général de l'armée. Il commande Tolède. Il se fait ensuite remarquer le 11 janvier 1813 à l'attaque de Saint-Étienne de Baigorry, et le 10 avril 1814 à la bataille de Toulouse.

### Au service du roi
Il envoie son adhésion aux actes du Sénat, reçoit la croix de Saint-Louis le 13 août et est nommé l'un des inspecteurs généraux de l'armée. Louis XVIII lui confère le titre de marquis.
Rallié sincèrement à la cause royale, Daultanne y demeure fidèle au 20 mars 1815. Il suit le duc d'Angoulême  dans le Midi et stipule, comme chef d'état-major de ce prince, les conditions de la convention de La Palud. Appelé le 10 avril à Paris par ordre du ministre de la Guerre, il est envoyé en surveillance à Saint-Marcellin dans l'Isère. Le roi, quoique absent, veut récompenser sa fidélité, et par une ordonnance datée de Gand le 4 avril, le fait grand officier de la Légion d'honneur.
À son retour à Paris, il obtient le commandement de la 7e division militaire, puis le 16 juillet, celui de la 2e division. Mais le général refuse et demande sa retraite. Il se retire alors dans ses propriétés du département de Vaucluse à Valréas, où il meurt le 7 janvier 1828. Son nom est inscrit sur l'arc de triomphe de l'Étoile, côté Ouest, 36e colonne.

## Armoiries
| Figure | Blasonnement |
|        | Armes du baron Fournier et de l'Empire (18 août 1759 - Valréas † 7 janvier 1828), général de brigade (16 nivôse an VIII), général de division (31 octobre 1806), baron de l'Empire (2 juillet 1808), marquis d'Aultane, Légionnaire (19 frimaire an XII, puis Commandeur (25 prairial an XII), puis grand officier de la Légion d'honneur (4 avril 1814), Chevalier de Saint-Louis (13 août 1814), Coupé : au I, parti d'azur au lion naissant d'or soutenant une étoile du même et du quartier des barons militaires de l'Empire ; au II, d'argent à deux bandes de gueules chargées de trois étoiles d'or posées en bande., Lettre patente donne : Parti d'azur et de gueules, coupé d'argent; l'azur chargé d'un lion issant d'or, accosté à dextre d'une étoile du même; le gueules chargé du signe des barons militaires, et l'argent de trois bandes de gueules, chargées chacune au milieu d'une étoile d'or. |